# Ordinals de papes, reis i emperadors
Els ordinals de papes, reis i emperadors són un recurs historiogràfic utilitzat per a distingir, en xifres romanes, monarques i papes del mateix nom. Així es pot distingir entre els reis Lluís XII, Lluís XIII, Lluís XIV, i entre els papes Pius X, Pius XI, Pius XII, etc.

## Ús d'ordinals a l'edat mitjana a Espanya
Inicialment els cronistes medievals es valgueren de sobrenoms a fi de diferenciar, caracteritzar, i àdhuc glorificar, sobirans homònims. El sobrenom, que unes voltes recordava gestes memorables i d'altres trets tipificadors de la persona, oferia una perspectiva històrica general del sobirà en qüestió, o del resultat del seu govern. Així per exemple els cronistes castellans i lleonesos anteriors al segle xiii es valgueren de sobrenoms per a diferenciar monarques homònims. La Estoria de España (segle xiii), inspirada per Alfons X el Savi, suposà un canvi en aquesta pràctica i introduí l'ús de numerals per a distingir reis del mateix nom, una pràctica que es generalitzà al segle xiv i que s'ha mantingut fins a l'actualitat.
La introducció de numerals venia a salvar i unificar els diversos i variats sobrenoms amb els que habitualment es designava un mateix sobirà, però tot i així en la historiografia de l'edat mitjana i de l'edat moderna fou habitual la disparitat de criteris a l'hora d'assignar ordinals als sobirans. Així, per exemple, a la Corona de Castella al llarg dels segles xiv, xv i xvi convisqueren fins a quatre formes diferents d'enumerar els monarques, de manera que Alfons X el Savi també apareix com a Alfons VI, Alfons IX i Alfons XI. De la mateixa manera, els textos castellans citen a Sanç VI, a Sanç VII i a Sanç IV per a referir-se al mateix rei. L'adopció d'una sèrie numèrica o una altra per part del cronista no era un fet intranscendent, sinó que cada solució responia a una interpretació ideològica a l'hora de projectar i concebre el paper de Castella en la història de la península Ibèrica.
Per a reflectir aquestes interpretacions històriques sorgiran diverses sèries numèriques de reis castellans, algunes de les quals només comptaran els que foren únicament reis de Castella, mentre d'altres sèries inclouran també els reis asturians, i d'altres els reis lleonesos. La sèrie numèrica que adoptà el rei Alfons el Savi incloïa tots els seus antecessors com una baula en una ininterrompuda cadena que unia el regne de Castella a l'antic regne visigòtic de Toledo, mentre que per contra durant el segle xv els cronistes castellans interpretaren la pluralitat d'Espanya com una constant històrica, no com una situació temporal o fortuïta, veient a Castella com un més dels regnes peninsulars.